# 국제 투명성 기구

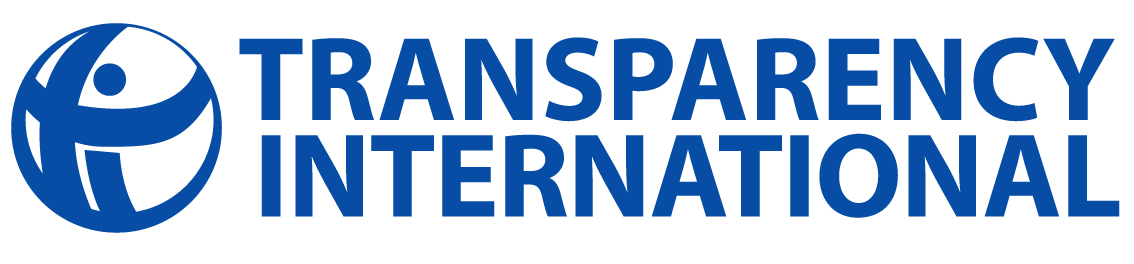
국제 투명성 기구

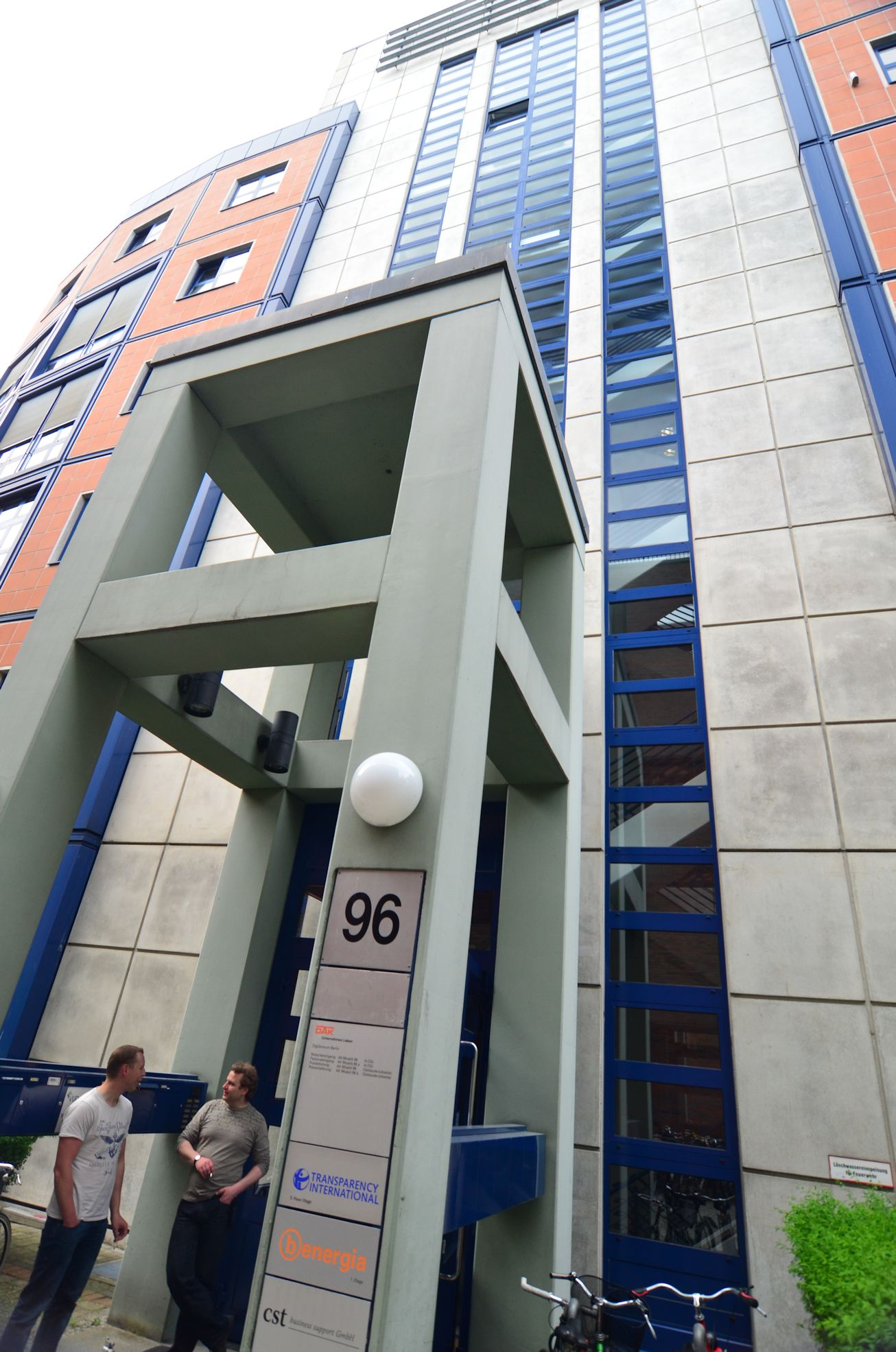

국제투명성기구(國際透明性機構, 영어: Transparency International, TI)는 독일 베를린에 본부를 둔, 부패지수를 매년 발표하는 NGO이다.

## 같이 보기
- 유엔 부패 방지 협약
- OECD 뇌물방지협약
- 국경없는 기자회
  - 언론 자유 지수
- 이코노미스트
  - 민주주의 지수
- 국제 투명성 기구
  - 부패 인식 지수